# (692) Гипподамия
(692) Гипподамия (нем. Hippodamia) — астероид главного пояса, который относится к спектральному классу S. Он был открыт 5 ноября 1901 года немецкими астрономами Максом Вольфом и Августом Копффом в Обсерватории Хайдельберг-Кёнигштуль. Повторно обнаружен уже Августом Копффом самостоятельно в 1910 году. Тиссеранов параметр относительно Юпитера — 2,966.
Относится к спектральному классу S, сближается с Солнцем на расстоянии от 2,8 до 4 а.е. каждые 6 лет и 3 месяца (2272 дня). Наклонение орбиты составляет примерно 26 градусов от эклиптики, эксцентриситет — около 0,17. Относится к семейству Кибелы. Согласно данным орбитальной обсерватории IRAS, японского спутника Akari и телескопа НАСА WISE, альбедо колеблется в интервале от 0,18 до 0,2, период обращения составляет около 8,99 ч.
Астероид получил имя в честь героини древнегреческой мифологии, дочери царя Эномая. Предполагается, что первоначальный индекс 1901 HD помог астрономам выбрать название. Гипподамия была дочерью царя Эномая и супругой Пелопа. По легенде, Эномай обещал её в жёны тем, кто выиграет гонку колесниц, но при этом сам хотел стать мужем: ему предсказали смерть от руки будущего зятя. Гипподамия (версия: Пелоп) подкупила Миртила, возничего Эномая, и заставила того поменять ось колесницы Эномая на восковую. В гонке победил Пелоп, а разгневанный (версия: это было условием гонки) Эномай решил убить всех остальных участников гонки и сам был убит Пелопом.